# Kałyniwka (hromada Sołone)
Kałyniwka (ukr. Калинівка) – wieś na Ukrainie, w obwodzie dniepropetrowskim, w rejonie dnieprzańskim, w hromadzie Sołone. W 2001 liczyła 506 mieszkańców, wśród których 475 wskazało jako ojczysty język ukraiński, 22 rosyjski, 4 mołdawski, 1 rumuński, 2 białoruski, a 2 inny.